# Новоселицкая городская община
Новоселицкая городская община (укр. Новоселицька міська громада) — территориальная община в Черновицком районе Черновицкой области Украины.
Административный центр — город Новоселица.
Население составляет 28000 человек. Площадь — 219,4 км².
В соответствии с распоряжением Кабинета Министров Украины от 12 июня 2020 года, в состав общины вошла территория Новоселицкого городского совета, а также Берестянского, Диновецкого, Должоцкого, Зеленогайского, Котелевского, Малиновского, Маршинецкого, Ракитненского, Рынгачского, Слободского и Строинецкого сельских советов упразднённого Новоселицкий район

## Населённые пункты
В состав общины входят 1 город и 13 сёл:
- Город Новоселица
- Берестянско-Должоцкий старостинский округ:
  - Берестя
  - Должок
- Диновецкий старостинский округ:
  - Диновцы
- Зеленогайский старостинский округ:
  - Зелёный Гай
- Котелевский старостинский округ:
  - Котелево
- Малиновский старостинский округ:
  - Малиновка
- Маршинецкий старостинский округ:
  - Маршинцы
- Ракитненский старостинский округ:
  - Ракитное
- Рынгачский старостинский округ:
  - Рынгач
  - Шишковцы
- Слободский старостинский округ:
  - Ревковцы
  - Слобода
- Строинецкий старостинский округ:
  - Строинцы